# Ehretia anacua
A Ehretia anacua é uma árvore de porte médio encontrada no leste do México e no sul do Texas, nos Estados Unidos. É membro da família da borragem, Boraginaceae. Um de seus nomes comuns é derivado da palavra do espanhol mexicano anacahuite, assim como o da Cordia boissieri [en], a anacahuita. Essa palavra, por sua vez, é derivada das palavras náuatle āmatl, que significa “papel”, e cuahuitl, que significa “árvore”, possivelmente referindo-se à casca. Também é conhecida como knockaway e sandpaper tree (árvore de lixa). As grafias alternativas são anaqua e anachua.

## Descrição
A Ehretia anacua atinge uma altura de 6,1 a 13,7 m e um diâmetro de 0,3 m, muitas vezes produzindo brotos ou vários troncos. O súber varia de marrom-avermelhado a cinza com sulcos estreitos e escamas descascadas. As folhas verde-escuras têm de 3 a 8 cm e de 2 a 4 cm de largura e são elípticas ou ovais. Suas superfícies superiores são notavelmente ásperas, parecendo uma lixa. A Ehretia anacua é parcialmente perene, substituindo algumas das folhas no início da primavera. As flores brancas abundantes se formam em panículas de 5 a 7,5 cm de comprimento nas extremidades dos galhos, fazendo com que as árvores pareçam estar cobertas de neve quando florescem da primavera ao verão. As flores têm 8 mm de largura e 5 pétalas. Os frutos são drupas esféricas com 8 mm de diâmetro e de cor laranja-amarelada. As drupas contêm dois caroços, cada um com duas sementes. Além de serem comestíveis para os seres humanos, as drupas são consumidas por mamíferos e aves, como o tordo-pardo [en]. A vida útil de uma Ehretia anacua é de pelo menos 50 anos.

## Habitat
A Ehretia anacua é encontrada em encostas secas como um arbusto, mas atinge o tamanho de uma árvore nos solos úmidos de zonas ripárias e planícies de inundação. Pode ser encontrada em altitudes desde o nível do mar até 300 m.

## Ecologia
As folhas de E. anacua são a única fonte de alimento do besouro Coptocycla texana [en].